# LHX Attack Chopper
LHX Attack Chopper är ett flygsimulatorspel utgivet 1990 till PC av Electronic Arts. Spelet utvecklades av Electronic Arts, design och programmering leddes av Brent Iverson.
Spelet släpptes ursprungligen till PC DOS, men också till Sega Mega Drive.

## Handling
Spelaren styr en militärhelikopter, och spelet är baserat på det Kalla kriget, med uppdrag i Libyen, Vietnam och Östtyskland.